# Fairytale (utwór muzyczny Alexandra Rybaka)
Fairytale – singel Alexandra Rybaka, wydany 12 stycznia 2009 za pośrednictwem EMI, promujący album Fairytales. Piosenka zwyciężyła w Konkursie Piosenki Eurowizji 2009 rozgrywanym w Moskwie.
Bohaterką piosenki jest była dziewczyna Rybaka, Ingrid Berg Mehus, którą poznał w Barratt Due Institute of Music w Oslo. Rybak potwierdził tę informację. Podczas konferencji prasowej w maju 2009 ujawnił, iż inspiracja pochodzi od huldry, pięknego stworzenia ze skandynawskiego folkloru, która wabi młodych mężczyzny i przeklina ich na całe życie. 
Rosyjska wersja tej piosenki nosi tytuł Skazka (ros. Сказка).

## Pozycje na listach przebojów
| Lista (2009)                  | Pozycja |
| ----------------------------- | ------- |
| UK Singles Chart              | 10      |
| UK Download Chart             | 3       |
| Irlandia                      | 2       |
| Norwegian Singles Chart       | 1       |
| Australian ARIA Singles Chart | 67      |
| Austrian Singles Chart        | 10      |
| Belgian Flanders Chart        | 1       |
| Belgian Wallonia Chart        | 4       |
| Danish Singles Chart          | 1       |
| Holandia                      | 2       |
| Estonian Airplay Chart        | 14      |
| European Hot 100 Singles      | 3       |
| Finnish Singles Chart         | 1       |
| German Singles Chart          | 4       |
| Greek Billboard Singles Chart | 1       |
| Icelandic Singles Chart       | 1       |
| Rosja                         | 1       |
| Spanish Singles Chart         | 35      |
| Slovakian IFPI Singles Chart  | 83      |
| Swedish Singles Chart         | 1       |
| Szwajcaria                    | 3       |
| Ukrainian Airplay Chart       | 1       |

## Historia wydań
| Państwo         | Data           | Format           |
| --------------- | -------------- | ---------------- |
| Norwegia        | 12 lutego 2009 | CD               |
| Niemcy          | 15 maja 2009   | CD               |
| Wielka Brytania | 17 maja 2009   | Digital download |